# Iassus osborni
Iassus osborni är en insektsart som beskrevs av Metcalf 1966. Iassus osborni ingår i släktet Iassus och familjen dvärgstritar. Inga underarter finns listade i Catalogue of Life.